# Nogometna reprezentacija Herceg-Bosne
Nogometna reprezentacija Herceg-Bosne predstavljala je Hrvatsku Republiku Herceg-Bosnu u međunarodnim natjecanjima u nogometu, kao samostalni nogometni savez, a dio države Bosne i Hercegovine. Formirana je 1994. godine. Krovna ustanova ove reprezentacije bio je Nogometni savez Hrvatske Republike Herceg-Bosne. Nastupila je u samo jednoj utakmici protiv neke druge reprezentacije. Bilo je to u međunarodnoj prijateljskoj utakmici protiv Paragvaja u Asunciónu, 21. travnja 1996. godine. Izbornik reprezentacije Herceg Bosne u toj utakmici bio je Branko Međugorac. Reprezentaciju su činili igrači NK Širokog Brijega i Ljubuškog: Goran Dukić, Tihomir Skoko, Jure Kordić, Mirko Babić, Zoran Bubalo, Boro Matan, Ivica Ravlić, Slaven Musa, Tihomir Bogdan, Ante Marinović i Anđelko Marušić (još su igrali Andrija Sušac i Mladen Bartolović). Paragvajski nogometni savez vodi susret protiv Herceg-Bosne kao službenu utakmicu protiv reprezentacije Bosne i Hercegovine, 425. po redu otkada su Paragvajci formirali svoju reprezentaciju.

## Turnir u Vinjanima Donjim
U kolovozu 1994. godine nastupili su na 2. memorijalnom turniru „Ante Bruno Bušić“ u Vinjanima Donjim, odigravši dvije utakmice i osvojivši turnir pobjedom u završnici protiv Dubrovnika. Izbornik je bio trener Žarko Barbarić.

### Poluzavršnica
Vinjani – Herceg-Bosna 1:7 (0:5)
Vinjani Donji, 6. kolovoza 1994. godine. Stadion Dovica. Vrijeme sunčano. Teren dobar. Gledatelja oko 600. Sudac: Balić (Split).
Strijelci: 0:1 - Prskalo (5'), 0:2 - Prskalo (11'), 0:3 - Bazina (15'), 0:4 - Bazina (26'), 0:5 - Kordić (34'), 0:6 - Ačkar (48'), 0:7 - Slišković (72'), 1:7 - Milinović (84').
Vinjani: I. Topić, N. Škeva, V. Bušić, Klapirić, A. Radeljić, T. Slišković, Milinović, Begić, Šušnjar, Znaor, I. Slišković (još su igrali: M: Topić, I. Škeva, Jović, Lončar, M. Bušić, Zakarija, Jurić, Delipetar, V. Radeljić).
Herceg-Bosna: Sulić, Prusina, Lončar, Margeta (Krešo), Kordić, Bubalo, Bazina, Babić (Matan), Prskalo (M. Slišković), Ačkar (B. Slišković), Ivanković, Bogdan.
Igrač utakmice: Mario Prskalo.

### Završnica
Herceg-Bosna – Dubrovnik 3:1 (2:0)
Vinjani Donji, 7. kolovoza 1994. godine. Stadion Dovica. Vrijeme sunčano. Teren dobar. Gledatelja oko 1.200. Sudac: Vice Pavić (Split).
Strijelci: 1:0 - Prskalo (15'), 2:0 - Bazina (31'), 3:0 - Babić (73'), 3:1 - Mihaljević (85').
Herceg-Bosna: Vasilj, Prusina, Lončar, Jurilj, Kordić, Akmadžić, Bazina, M. Slišković, Babić, Prskalo, Bogdan.
Dubrovnik: Butigan, Borovac, Kacić, Maslać, Milačić, Miloslavić, Miljević, Brković, Šeparović, Knezović (Benić), Mihaljević.
Igrač utakmice: Mario Prskalo.

## Izbornici reprezentacije
| izbornik         | ukupno | pob. | ner. | por. | post.-prim. | godine    |
| Žarko Barbarić   | 2      | 2    | 0    | 0    | 10:2        | 1994. - ? |
| Branko Međugorac | 1      | 0    | 0    | 1    | 00:3        | ? - ?     |

Ažurirano: 18. listopada 2020. godine.